# Захумляне

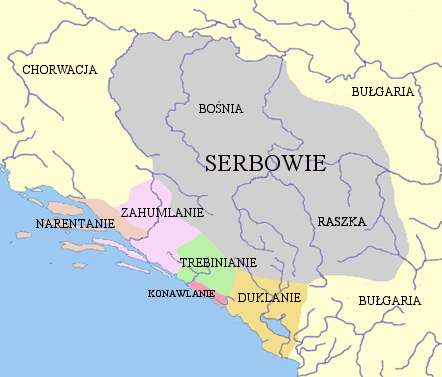
Сербские племена в VII—IX веках

Сербские протогосударственные образования в IX веке и западная граница Первого Болгарского царства в кон. X века

Захумляне (серб. Захумљани) — южнославянское сербское племя, заселившее в VIII-XI веках нашей эры бассейн реки Неретва на западе Балканского полуострова. Область их расселения называется Захумьем.

Когда император Михаил оставил эти и все другие владения [то есть Далмацию], почти вся Италия и многие города Сицилии, признававшие власть римского императора, были захвачены и сделались данниками варваров из Карфагена. Помимо этого, скифы, жившие во внутренней части Паннонии, Далмации и других провинций, а именно хорваты (Crobati), сербы (Seruij), захумляне (Zachlubi), травуняне (Terbunioti), конавляне (Canaliti), дукляне (Diocletiani) и нарентинцы (Rautani), сбросив с себя ярмо Римской империи, которому они в прошлом были покорны, стали независимы…— византийский хронист Георгий Кедрин, «Обозрение Истории» («Σύνοψις ίστοριών», XI век)
Захумляне перешли Балканские горы (откуда их название, букв. живущие за холмом) и заселили побережье Адриатического моря, постепенно потеснив и ассимилировав автохтонное романское население. Главным городом захумлян стал Стон. Приморские земли к северу от них заняли нарентане, к югу — требуняне, за горным хребтом продолжали проживать другие сербские племена, а между реками Дрина и Босна — Босния. Со временем часть захумлян приняла католичество и вошла в состав хорватского народа.